# Rotífers
Els rotífers (Rotifera del llatí rota, 'roda' i ferre, 'portar') constitueixen un embrancament d'animals pseudocelomats pràcticament microscòpics. Foren descrits per primera vegada per John Harris l'any 1696 (Hudson i Gosse, 1886). S'atribueix erròniament a Leeuwenhoek la primera descripció d'aquests animals però Harris ja havia realitzat esbossos l'any 1703. Es coneixem 1583 espècies.
La majoria de rotífers mesuren entorn els 0,1-0,5 mm de longitud i són comuns en aigua salabrosa tot i que algunes espècies habiten en aigües salades.

## Característiques
El nom es va posar en referència al seu aparell succionador, la corona, que recorda una corona reial o una serra dentada circular. La corona està composta de cilis que, al moure's, creen petits corrents que atreuen les partícules de l'entorn cap a ella. De la corona passen a una faringe i d'aquesta a l'aparell mastegador denominat màstax, on es trituren les partícules succionades, per a després ser digerides a l'estómac i finalment expulsats els residus per la cloaca. La corona també la utilitzen per a desplaçar-se per l'aigua, a manera d'hèlice. En l'extrem oposat a la corona es distingeix un peu (generalment un parell de peus) amb el qual poden aferrar-se al substrat.

## Biologia i ecologia

Desplaçament d'un rotífer

Existeixen rotífers amb una cutícula relativament gruixuda i rígida que donen a l'animal una aparença capsular; uns altres són flexibles i d'aspecte i moviment vermiforme. Encara que la gran majoria de rotífers són nedadors, alguns són sèssils i viuen en l'interior de tubs o càpsules gelatinoses. Al voltant de 25 espècies són colonials (com Sinantherina semibullata).
En la majoria d'espècies els mascles són escassos, de manera que la reproducció per partenogènesi és bastant comuna. A més existeix un marcat dimorfisme sexual, ja que els mascles existents solen tenir l'aparell digestiu atrofiat, i la seva existència es redueix a la producció d'esperma. La vida d'una femella sol ser d'una o dues setmanes.
Algunes espècies són xerobionts, és a dir, els seus ous fertilitzats s'enquisten i creen formes de resistència capaces de sobreviure als períodes de sequera i dessecació en els quals l'hàbitat aquàtic desapareix per motius estacionals. En ser rehidratats emergeixen ràpidament (en menys de dues hores) com organismes amb capacitat natatòria. Algunes espècies produeixen un derivat del sucre trehalosa amb el qual creen una substància gelatinosa que ajuda a resistir la falta d'aigua ambiental.

## Filogènia
El següent cladograma, adaptat de  Arxivat 2012-04-02 a Wayback Machine., mostra les afinitats dels rotífers:
|  | Micrognathozoa                                              |
|  |                                                             |
|  | \| \| Acanthocephala \| \| \| \| \| \| Rotifera \| \| \| \| |
|  |                                                             |
|  | Acanthocephala                                              |
|  |                                                             |
|  | Rotifera                                                    |
|  |                                                             |

|  | Acanthocephala |
|  |                |
|  | Rotifera       |
|  |                |

|  | Micrognathozoa                                              |
|  |                                                             |
|  | \| \| Acanthocephala \| \| \| \| \| \| Rotifera \| \| \| \| |
|  |                                                             |
|  | Acanthocephala                                              |
|  |                                                             |
|  | Rotifera                                                    |
|  |                                                             |

|  | Acanthocephala |
|  |                |
|  | Rotifera       |
|  |                |

## Taxonomia
El fílum Rotifera inclou dues classes i quatre ordres, segons el següent esquema:
Classe Pararotatoria Sudzuki, 1964
- Ordre Seisonacea Wesenberg-Lund, 1899

Classe Eurotatoria De Ridder, 1957
- Subclasse Bdelloidea Hudson, 1884
- Subclasse Monogononta Plate, 1889
  - Superordre Pseudotrocha Kutikova, 1970
    - Ordre Ploima Hudson & Gosse, 1886

  - Superordre Gnesiotrocha Kutikova, 1970
    - Ordre Flosculariacea Harring, 1913
    - Ordre Collothecaceae Harring, 1913